# Османи, Антар
Антар Османи (фр. Antar Osmani род. 22 февраля 1960, Сетиф) — алжирский футболист, вратарь.

## Карьера

### Клубная карьера
Во взрослом футболе дебютировал в 1978 году в клубе «ЭС Сетиф», где провёл первые восемь сезонов своей игровой карьеры, а в 1986 году ненадолго перешёл в «УСМ Бел-Аббес». Спустя несколько месяцев Османи вернулся в «ЭС Сетиф», где провёл следующие девять сезонов. Завершил профессиональные выступления в 1995 году.

### Карьера в сборной
В 1989 году дебютировал в официальных матчах в составе национальной сборной Алжира. В 1990 году вместе с командой выиграл Кубок африканских наций, а в 1991 году завоевал Афро-Азиатский Кубок Наций. Он также был членом сборной Алжира до 20 лет, которая выиграла чемпионат Африки по футболу среди молодёжных команд 1979.
Всего в составе сборной принял участие в 18 матчах.

## Достижения
«ЭС Сетиф»
- Чемпион Алжира: 1986/87
- Обладатель Африканского кубка чемпионов: 1988
- Победитель Афро-Азиатского клубного чемпионата: 1989
- Обладатель Кубка Алжира: 1989